# Dewdney Island
Dewdney Island är en ö i Kanada.   Den ligger i ögruppen Estevan Group i Regional District of Kitimat-Stikine och provinsen British Columbia, i den sydvästra delen av landet, 3 900 km väster om huvudstaden Ottawa. Arean är 37 kvadratkilometer.
Terrängen på Dewdney Island är platt. Öns högsta punkt är 121 meter över havet. Den sträcker sig 13,5 kilometer i nord-sydlig riktning, och 11,4 kilometer i öst-västlig riktning.
I omgivningarna runt Dewdney Island växer i huvudsak barrskog.  Klimatet i området är tempererat. Årsmedeltemperaturen i trakten är 6 °C. Den varmaste månaden är juli, då medeltemperaturen är 14 °C, och den kallaste är februari, med −2 °C.